# Jeff Skinner
Jeffrey „Jeff“ Skinner (* 16. Mai 1992 in Markham, Ontario) ist ein kanadischer Eishockeyspieler, der seit Juli 2025 bei den San Jose Sharks in der National Hockey League unter Vertrag steht. Zuvor verbrachte der linke Flügelstürmer acht Jahre bei den Carolina Hurricanes, die ihn im NHL Entry Draft 2010 an siebter Position ausgewählt hatten und in deren Trikot er im Jahre 2011 mit der Calder Memorial Trophy als bester Rookie der NHL geehrt wurde. Zudem lief er sechs Jahre für die Buffalo Sabres und ein Jahr für die Edmonton Oilers auf.

## Karriere

### Jugend
Jeff Skinner, der bis zu seinem zwölften Lebensjahr auch eine Karriere im Eiskunstlaufen verfolgte, spielte während seiner Juniorenzeit von 2007 bis 2008 zusammen mit Tyler Seguin für die Toronto Young Nationals in der Greater Toronto Hockey League. Anschließend wurde er beim OHL Priority Selection Draft 2008 in der ersten Runde an Position 20 von den Kitchener Rangers ausgewählt. Im August 2008 unterschrieb er seinen ersten Vertrag bei den Rangers und spielte in der Saison 2008/09 erstmals in der Ontario Hockey League. In seiner Rookiesaison war Skinner mit 51 Punkten in 63 Spielen der regulären Saison drittbester Scorer der Mannschaft. In der folgenden Saison konnte er sich deutlich steigern und beendete die Regular Season mit 90 Scorerpunkten, womit Skinner ligaweit den siebten Platz belegte.

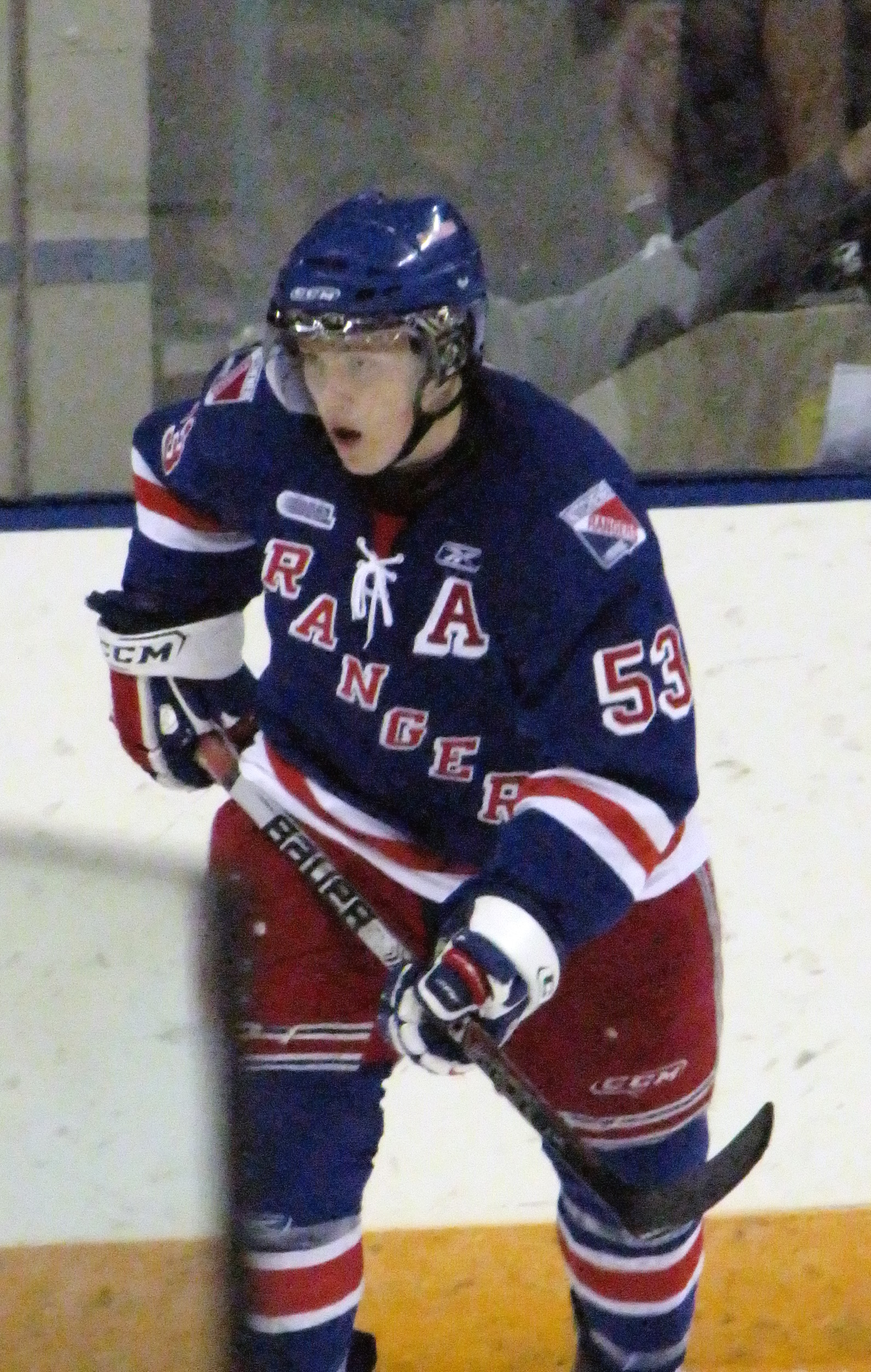
Skinner im Trikot der Kitchener Rangers

Seine 50 Tore in der regulären Saison waren innerhalb der OHL der zweitbeste Wert, lediglich Bryan Cameron von den Barrie Colts mit 53 Treffern war erfolgreicher. In den Playoffs setzten sich die Kitchener Rangers in den Conference-Halbfinals in sieben Spielen gegen die London Knights durch. In den Conference Finals führten die Rangers bereits mit 3:0-Siegen gegen die Windsor Spitfires, doch durch vier Niederlagen in Folge wurde die Serie noch verloren. In den Playoffs war Skinner mit 33 Punkten in 20 Spielen der beste Scorer seines Teams und nur Taylor Hall von den Spitfires war mit 35 Scorerpunkten erfolgreicher. In der gleichen Saison nahm Skinner auch am OHL All-Star-Game teil.

### NHL
Obwohl er eine starke Saison absolviert hatte, wurde der Linksschütze im abschließenden Ranking vom NHL Central Scouting Service lediglich auf den 34. Platz der hoffnungsvollsten Talente für den NHL Entry Draft 2010 gesetzt. Dies ließ die Carolina Hurricanes allerdings nicht davon abhalten, ihn in der ersten Runde an siebter Position auszuwählen. Am 21. September 2010 unterschrieb Skinner einen dreijährigen Entry-Level-Vertrag bei den Hurricanes. Am 7. Oktober 2010 debütierte er für die Hurricanes im Spiel gegen die Minnesota Wild in der National Hockey League. Einen Tag später verbuchte er, wiederum gegen die Minnesota Wild, seinen ersten Assist und war im Shootout der einzige erfolgreiche Schütze des Spiels.
Bei seinem sechsten NHL-Spiel erzielte er gegen die Los Angeles Kings sein erstes Tor. Am 29. Oktober 2010 hatte Skinner sein erstes Spiel mit drei Punkten, als er gegen die New York Rangers zwei Tore erzielte und eine Vorlage gab. Anschließend wurde er zum besten Spieler des Spiels gewählt. Zur Halbzeit der regulären Saison 2010/11 lag Skinner auf Platz eins der besten Rookiescorer der NHL, vor Logan Couture von den San Jose Sharks und Taylor Hall von den Edmonton Oilers. Für das NHL All-Star Game 2011 wurde er als einer von zwölf Rookies nominiert, die am Honda NHL SuperSkills teilnahmen.
Am 26. Januar 2011 wurde er nach dem verletzungsbedingten Ausfall diverser Spieler als Teilnehmer beim NHL All-Star Game auch ins Team Staal nachnominiert, wo er in einer Mannschaft auf seine Teamkollegen Cam Ward und Eric Staal traf. Skinner ging somit als jüngster Teilnehmer des All-Star Games in die Geschichte der NHL ein, wobei er Steve Yzerman um acht Tage unterbot. Im gleichen Monat wurde er auch als NHL-Rookie des Monats ausgezeichnet. Die Saison 2010/11 beendete Skinner als punktbester Rookie mit 63 Punkten und war zweitbester Scorer der Hurricanes hinter Eric Staal, die durch eine Niederlage im letzten Saisonspiel gegen die Tampa Bay Lightning die Playoffs verpassten. Nach Abschluss der Saison 2010/11 wurde Skinner mit der Calder Memorial Trophy als bester Neuprofi der National Hockey League ausgezeichnet.
Im Laufe der folgenden Jahre etablierte sich Skinner als einer der besten Scorer des Teams und übernahm zudem die Funktion des Assistenzkapitäns, bis er im August 2018 an die Buffalo Sabres abgegeben wurde. Im Gegenzug wechselten Cliff Pu, ein Zweitrunden-Wahlrecht für den NHL Entry Draft 2019 sowie ein Dritt- und ein Sechstrunden-Wahlrecht für den NHL Entry Draft 2020 nach Carolina. Im Trikot der Sabres erreichte Skinner in der Saison 2018/19 erstmals die Marke von 40 Toren, bevor er im Juni 2019 einen neuen Achtjahresvertrag in Buffalo unterzeichnete, der ihm ein durchschnittliches Jahresgehalt von neun Millionen US-Dollar einbringen soll. Im April 2024 bestritt Skinner seine insgesamt 1000. Partie der regulären Saison in der NHL und ist der einzige Spieler, der 1000 Spiele ohne Playoff-Teilnahme absolvierte. Skinner übertraf damit Ron Hainseys bisherigen Rekord von 907 Spielen.
Nach der Saison 2023/24 bezahlten ihm die Sabres seine verbleibenden drei Vertragsjahre im Juni 2024 aus (buy-out), sodass er sich wenig später als Free Agent den Edmonton Oilers anschloss. Dort nahm er in seiner 15. NHL-Saison erstmals an den Playoffs teil und erreichte mit den Oilers prompt das Endspiel, unterlag dort allerdings den Florida Panthers mit 2:4. Im Juli 2025 wurde Skinner per Einjahresvertrag von den San Jose Sharks unter Vertrag genommen.

### International

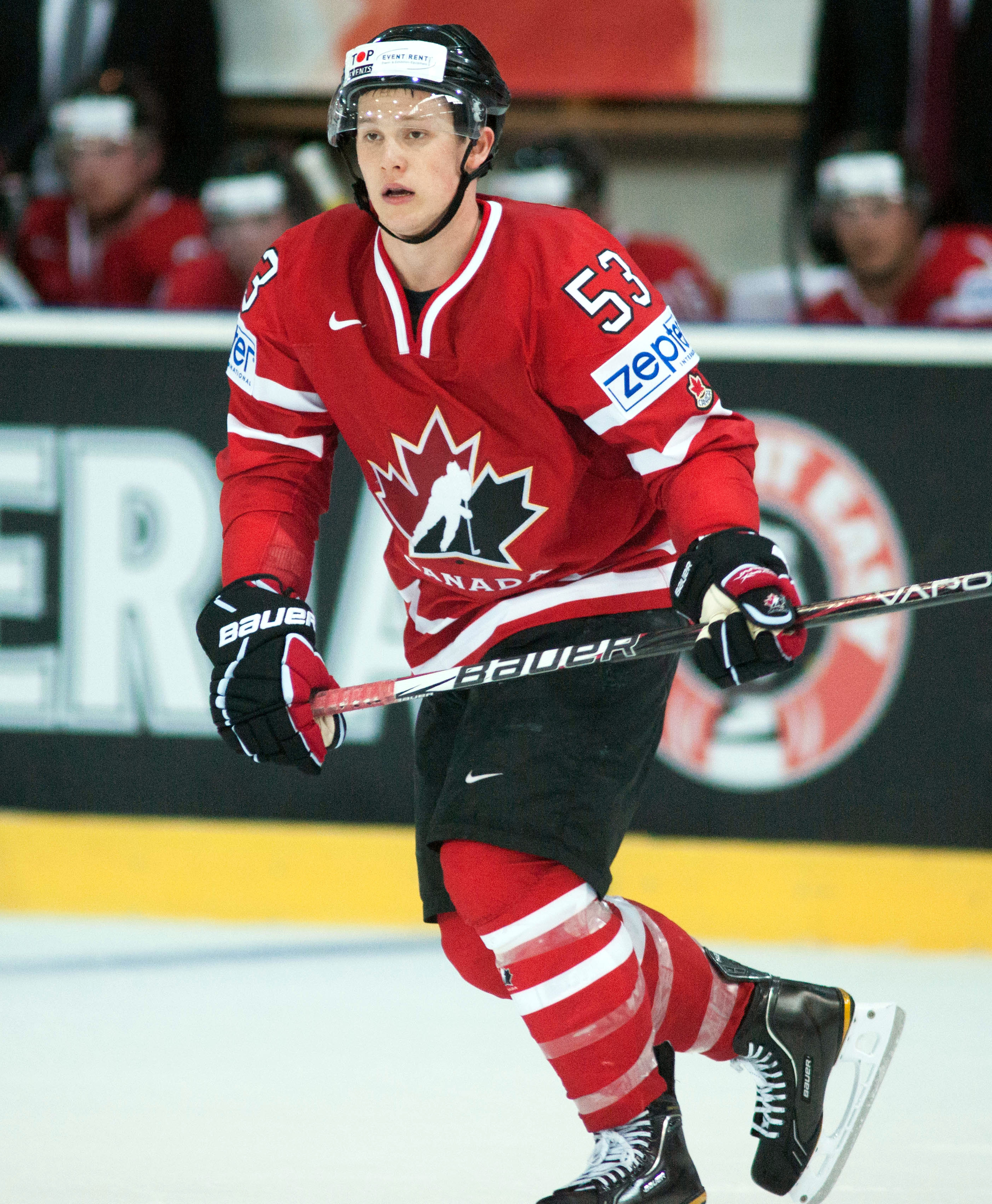
Skinner im Trikot der kanadischen Nationalmannschaft (2012).

Skinner vertrat sein Heimatland erstmals bei der World U-17 Hockey Challenge 2009 in Kanada. In sechs Spielen erzielte er sechs Punkte und gewann die Goldmedaille. Im gleichen Jahr nahm er auch am Ivan Hlinka Memorial Tournament teil. Für die Weltmeisterschaft 2011 wurde Skinner erstmals in den Kader der Seniorennationalmannschaft berufen. Bei seinem ersten Einsatz am 29. April 2011 gegen Belarus war Skinner mit einem Tor und einem Assist erfolgreich. Wenige Tage später ließ er in der Begegnung gegen Frankreich ein Drei-Punkte-Spiel folgen. Im weiteren Turnierverlauf baute er jedoch gegen stärkere Gegner leistungsmäßig ab und scheiterte mit der kanadischen Auswahl im Viertelfinale gegen Russland.

## Erfolge und Auszeichnungen
| - 2010 Teilnahme am CHL Top Prospects Game - 2010 Teilnahme am OHL All-Star Game - 2011 Teilnahme am NHL All-Star Game - 2011 NHL-Rookie des Monats Januar | - 2011 Calder Memorial Trophy - 2011 NHL All-Rookie Team - 2019 Teilnahme am NHL All-Star Game |

### International
- 2009 Goldmedaille bei der World U-17 Hockey Challenge
- 2009 Goldmedaille beim Ivan Hlinka Memorial Tournament
- 2017 Silbermedaille bei der Weltmeisterschaft

## Karrierestatistik
Stand: Ende der Saison 2024/25

### International
Vertrat Kanada bei:
| - World U-17 Hockey Challenge 2009 - Ivan Hlinka Memorial Tournament 2009 - Weltmeisterschaft 2011 | - Weltmeisterschaft 2012 - Weltmeisterschaft 2013 - Weltmeisterschaft 2017 |

(Legende zur Spielerstatistik: Sp oder GP = absolvierte Spiele; T oder G = erzielte Tore; V oder A = erzielte Assists; Pkt oder Pts = erzielte Scorerpunkte; SM oder PIM = erhaltene Strafminuten; +/− = Plus/Minus-Bilanz; PP = erzielte Überzahltore; SH = erzielte Unterzahltore; GW = erzielte Siegtore; 1 Play-downs/Relegation; Kursiv: Statistik nicht vollständig)